# Miropotes kilkulunis
Miropotes kilkulunis är en stekelart som beskrevs av Austin 1990. Miropotes kilkulunis ingår i släktet Miropotes och familjen bracksteklar. Inga underarter finns listade i Catalogue of Life.